# Будинок Елеонори й Альберта Малапел
Дім Елеонори та Альберта Малапел — пам'ятка архітектури модернізму в місті Пловдив, вул. «Кръстьо Пастухов» № 8, Болгарія.

## Архітектура
Архітектор Христо Пеев створював відомі приклади модернізму у Пловдиві. Він був також великим поціновувачем архітектури болгарського відродження і знавцем історії Пловдива. Написав фундаментальну працю «Болгарська архітектура відродження», що вийшла друком 1940 року в Німеччині.
Має асиметричну композицію з сильним акцентом на об'єми. Всі елементи відображають стиль модернізм: плоский дах, експресивний навіс над великою терасою, напівциліндричний ризаліт. Деталі гарно пропрацьовані від труб водовідведення до різних віконних рам.